# اناتولی کوتشف
آناتولی کوتشف (روسی: Анатолий Алексеевич Котешев؛ زادهٔ ۱۶ ژوئیهٔ ۱۹۴۴) ورزشکار شمشیربازی اهل اتحاد جماهیر شوروی سوسیالیستی است.
وی در مسابقات کشوری و بین‌المللی در مجموع برندهٔ ۱ مدال نقره شده‌است.